# クンブ・メーラ
クンブ・メーラ（ヒンディー語: कुम्भ मेला "kumbh mēlā", マラーティー語: कुंभमेळा）は、ヒンドゥー教徒が集まり聖なる川で沐浴を行う大規模なヒンドゥー教の宗教行事、巡礼である。

## 概要

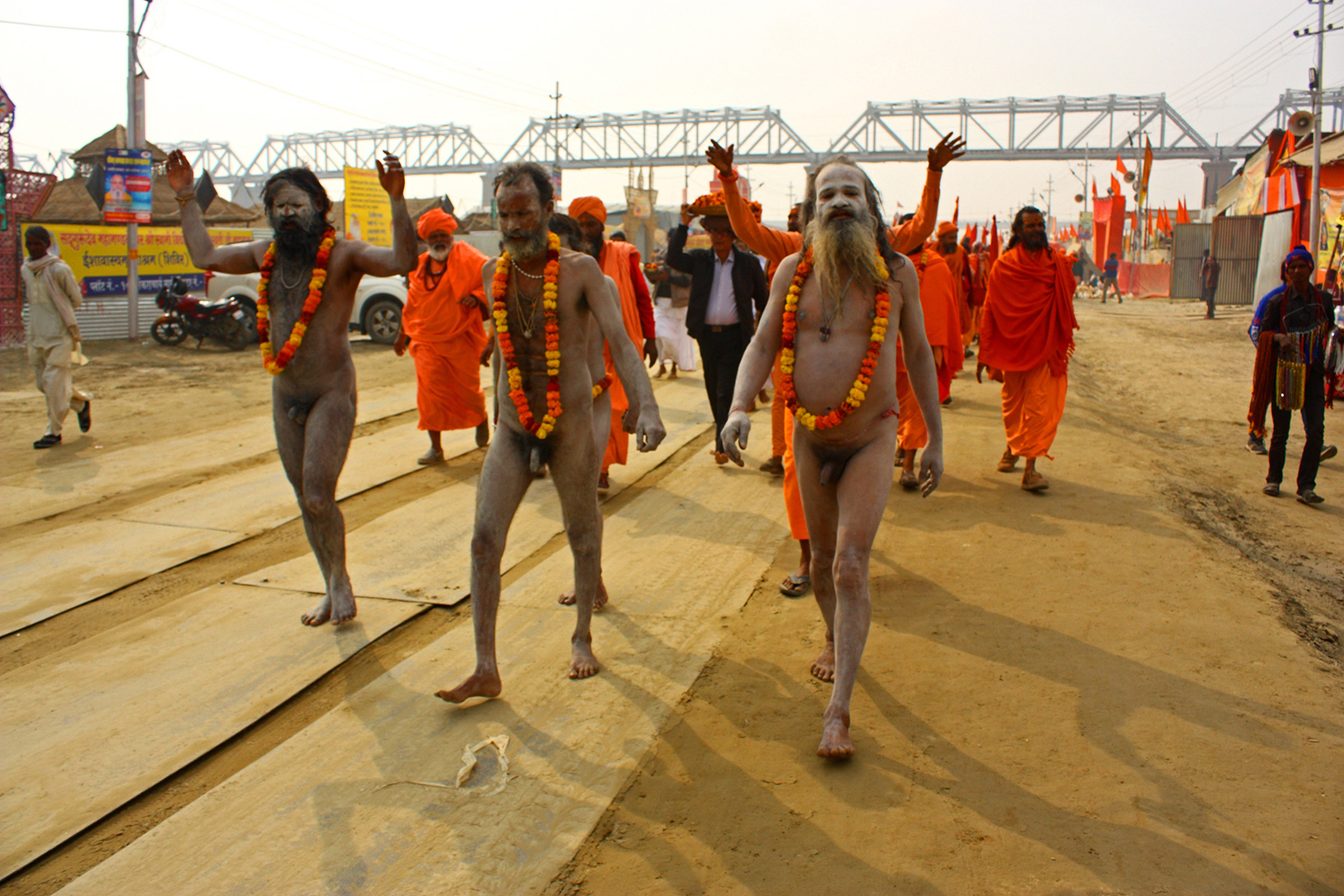
ガンジスに向かう白塗りの川巡礼者たち。

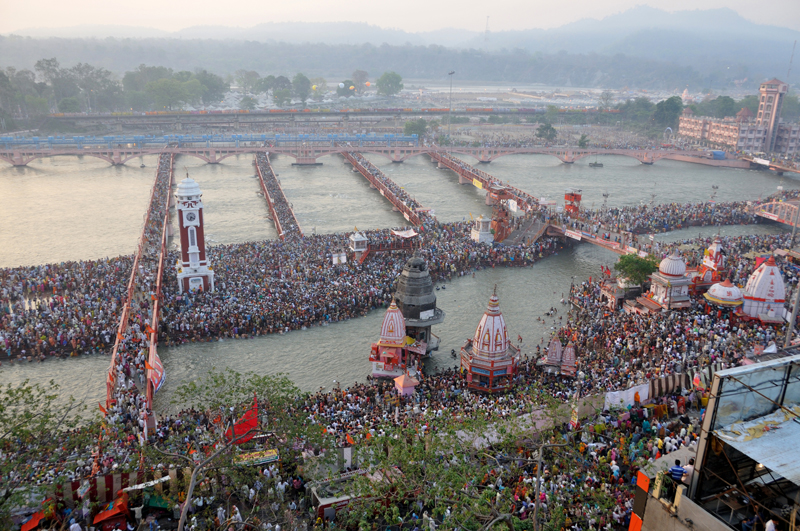
2010年、ハリドワール。巡礼者たちはガンジス川の"Har ki Pauri"（沐浴場のひとつ）に集まり三度目の沐浴を行う。

「クンブ・メーラ」は世界最大の平和的な集会と考えられており、2013年にイラーハーバードで開催されたマハー・クンブ・メーラでは期間中に一億人の人出が期待されていた。クンブ・メーラは3年ごとにハリドワール、イラーハーバード（Prayaga）、ナシク、ウッジャイン の4か所を持ち回るかたちで開催される。したがってそれぞれの場所では12年ごとに開催されることになる。アーダ・クンブ・メーラ（Ardhaはhalfの意）はハリドワールとイラーハーバードの2か所で6年おきに開催される。沐浴が行われる川はそれぞれ、ハリドワールではガンジス川、イラーハーバードではガンジス川、ヤムナー川、神話上のサラスヴァティー川の三河川の合流地点（Triveni Sangam）、ナシクではゴーダーヴァリ川、ウジャインではシプラ川（Shipra）、そしてネパールのチャタラダム（Chataradham）ではコシ川（Sapta-kausiki）となっている。
クンブ・メーラの「クンブ」はサンスクリットで「水がめ」を意味するクンバ（कुम्भ, kumbha）に由来し、「メーラ」（मेल, mela）はサンスクリットで「集まり」を意味する。祭りはそれぞれの地にておよそひと月半にわたって開催される。クンブ・メーラの執り行われる4か所は神話の中、乳海攪拌の後、神が不死の妙薬をたたえた水がめを運ぶ際にそのしずくが滴った場所としてヒンドゥー教徒の間で信じられている。2001年の開催時には「世界最大の巡礼者の集会」と銘打たれた。参加した巡礼者の数を正確に数えるすべはなく推計にもばらつきがあるが、2013年開催時のもっとも縁起の良い日とされた2月14日にはおよそ8000万人が参加したとされている。
伝統的にマウニ・アナバシャ（Mauni Amavasya、開催期間中の新月）の日に最も人を集める。2013年イラーハーバードの開催でも2月10日には13のアカダ（Akhara、道場のようなもの）が沐浴（Shahi Snanam）を行い期間中の一番と二番の沐浴者数を記録した。この年はマハー・クンブ・メーラということもあり過去最多の人出を記録。一日に平和的な目的で人が集まった人数の最多記録ではないかともいわれており、3000万人を超える信者、苦行者がマウニ・アナバシャの聖なる川に身を浸した。

## 歴史
クンブ・メーラに関する最初の記録は中国の僧、玄奘の記述に見ることができる。玄奘は629年 - 645年にハルシャ・ヴァルダナの治世下にインドを訪れたが、このような川で行われる祭りは何世紀も以前に形作られていたようである。中世まで下ると神学の中でその祭りの起源を神話、すなわちもっともポピュラーなプラーナである『バーガヴァタ・プラーナ』と結びつける記録がでてくる。乳海攪拌の挿話がそれであり、『バーガヴァタ・プラーナ』、『ヴィシュヌ・プラーナ』、『マハーバーラタ』、『ラーマーヤナ』のそれぞれで触れられている。
ドゥルヴァーサ（Durväsä Muni）の呪いにより力を失ったデーヴァは呪いを解くためにシヴァとブラフマーに接触する。一行は半神を引き連れてヴィシュヌの元へと赴く。一行が祈りをささげるとヴィシュヌはアムリタを受け取るために乳の海（Ksheera Sagara）をかき混ぜるようにと説く。そしてアムリタの半分を分け与えるという条件で宿敵アスラ達の協力を得て目的を達成した。しかしながらアムリタの満たされた水がめをめぐってアスラとの間に争いが起きる。12日と12晩（人にとっての12年）にわたりデーヴァとアスラは水がめをめぐって空で争い、その最中に水がめを抱えたヴィシュヌがアムリタのしずくを5か所にこぼしたとされる。すなわちイラーハーバード、ハリドワール、ウジャイン、ナシクとチャタラダムの5か所である。
2021年4月には、インドでは新型コロナウィルス感染者が激増したが、巡礼者数100万人がマスクを着用せずに川の水に身を浸して罪を洗い流す「クンブメーラ祭り」が原因として指摘された。クンブメーラの実行委員はAFPに対し、「母なるガンジス川が巡礼者をこの大流行から守りたまう」と話していたため、インド政府がヒンドゥー教の指導者らの反発を懸念して祭りの開催を中止することができず、新型コロナウイルスの感染拡大を許したと考えられている。

## 開催地
狭義のクンブ・メーラはイラーハーバード、ハリドワール、ウジャイン、ナシックとチャタラダムの4か所でそれぞれ13年に一度開催される。メーラは様々に名前を変えつつ3年一度にイラーハーバード、ハリドワール、ウジャイン、ナシックとチャタラダムの4か所で開催される。アーダ・クンブ・メーラ（Ardha Kumbh Mela、アーダは半分の意）はそれぞれの地で6年に一度イラーハーバード、ハリドワール、チャタラダムの3か所で開催される。
- クンブ・メーラ（Kumbh Mela）:5か所全てで開催される[16]。
- アーダクンブ・メーラ（Ardha Kumbh Mela）:イラーハーバード、ハリドワール、チャタラダムで6年毎に開催される。
- プルナ・クンブ・メーラ（Purna Kumbh Mela）:イラーハーバード、チャタラダムで12年に一度開催される[17]。
- マハー・クンブ・メーラ（Maha Kumbh Mela）:イラーハーバード、チャタラダムで144年に一度開催され、直近は2025年[18][19]。

### イラーハーバード（Prayag）

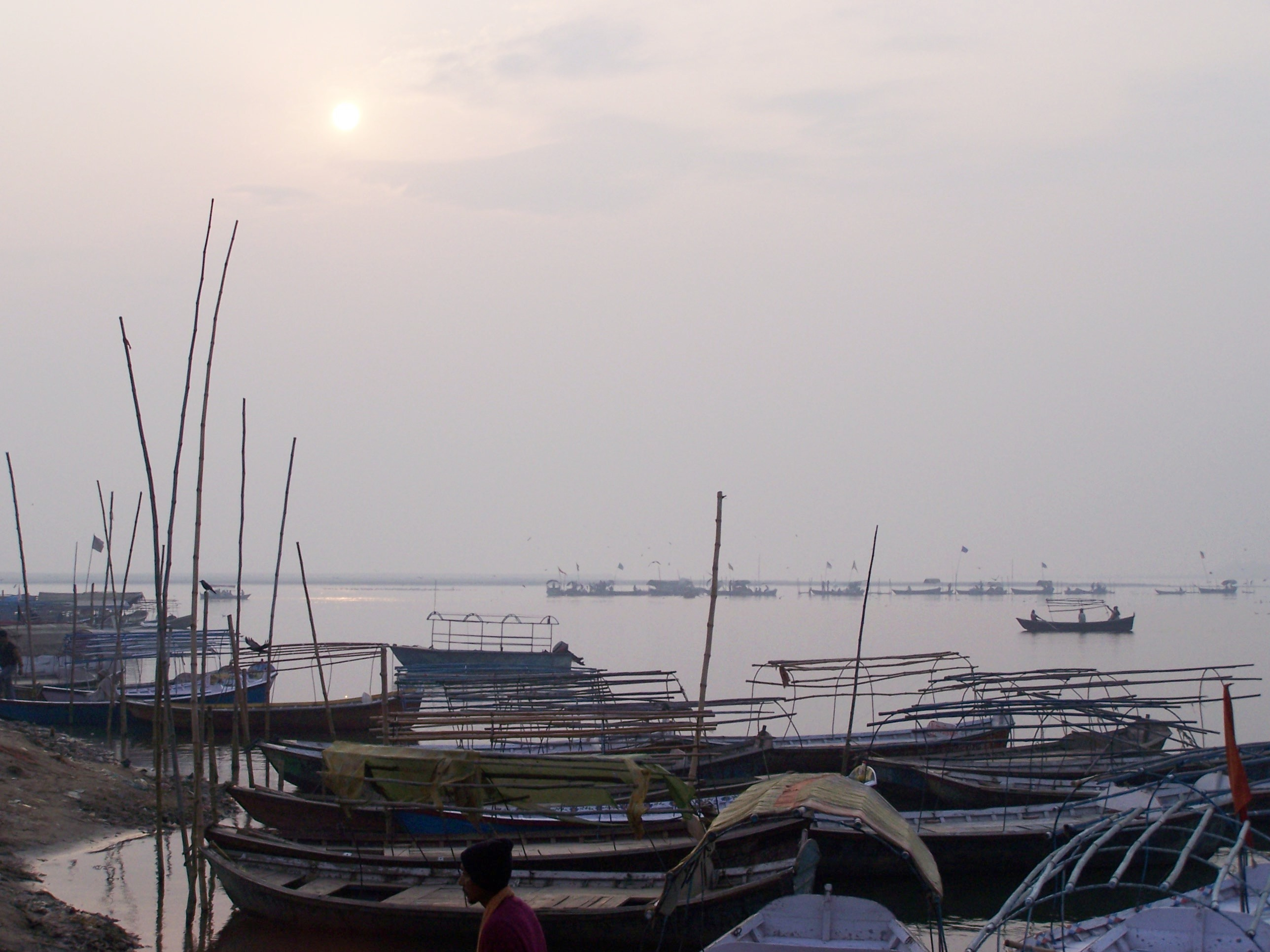
トリベニ・サンガム（Triveni Sangam）。ガンジス川、ヤムナ川、神話上のサラスヴァティー川の合流地点であり信徒達が儀式を執り行う場所。

トリベニ・サンガム（Triveni Sangam）。ガンジス川、ヤムナ川、嘗て存在したとされるサラスヴァティー川の合流地点。

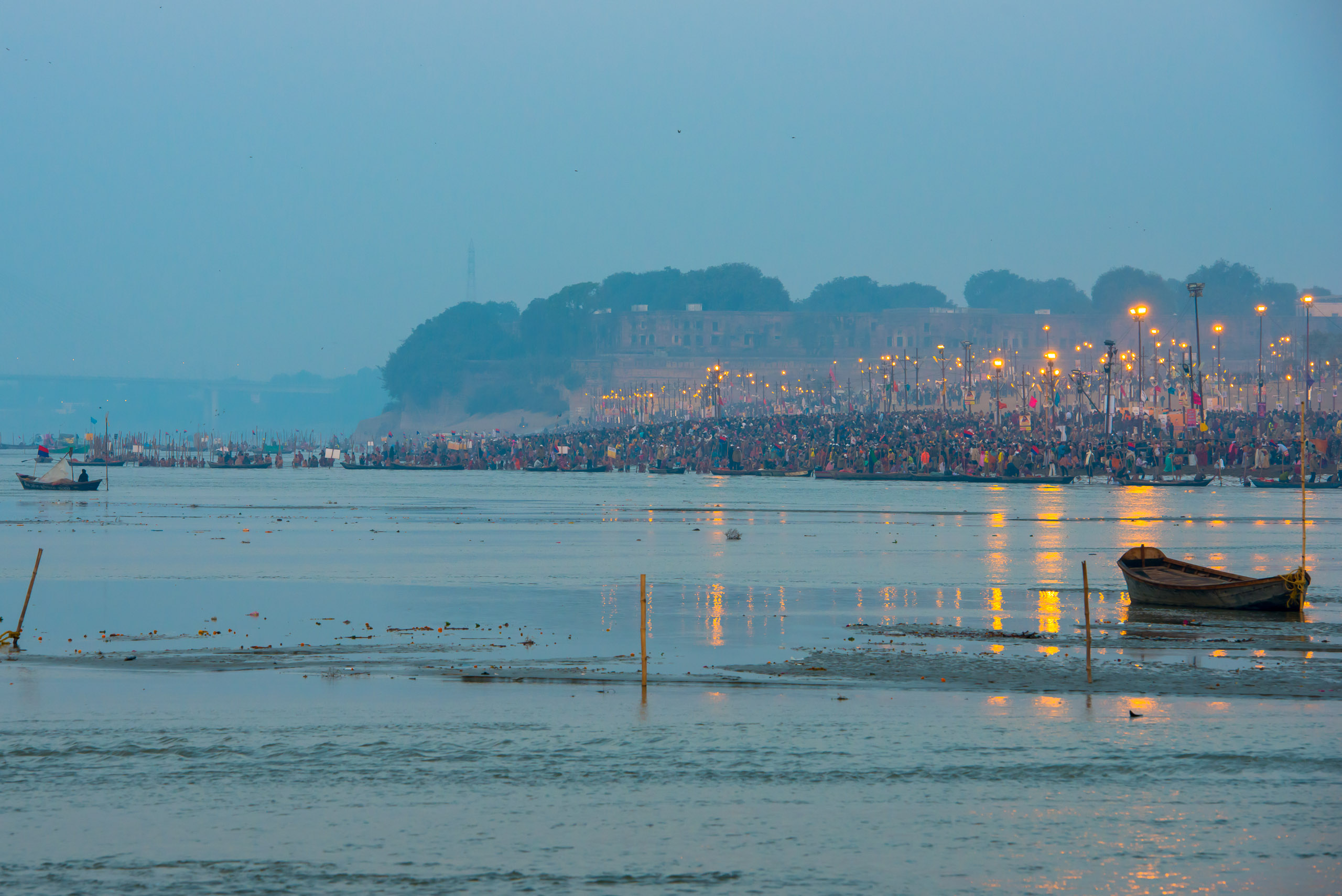
2013年クンブ・メーラ、サンガム、イラーハーバード。

### ハリドワール
ガンジス川の岸。

### ナシク
この地にある14のアカダのうち11がシヴァ派（うちBhudada Akhadaは現在機能していない）、残りの3つがヴィシュヌ派である。シヴァ派のアカダはナシクから30キロ離れたトリムバケシュワール（Trimbakeshwar）のクシャバルト（Kushavart）で沐浴を行う。ヴィシュヌ派のアカダはゴーダーヴァリ（Godavari）のラマクンダド（Ramakunda）で儀式を行い、タポバン（Tapovan）に寄宿する。ヴィシュヌ派の抱えるカールサー（Khalsa、アカダに所属するMahantsに率いられた宗教集団）もヴィシュヌ派とともに儀式を行う。かつてはシヴァ派もヴィシュヌ派もトリムバケシュワールで沐浴を行っていたが、1838年に両派が衝突し流血の惨事を起こすと、時のペーシュワーがシヴァ派はトリムバケシュワール、ヴィシュヌ派は下流のラマクンダで儀式を行うように要請した。

### ウジャイン
シプラ川（Shipra）の岸。

### チャンタラダム
ネパールのコシ川（Sapta-kausiki）。

## 日程と開催地の一覧
| 年   | イラーハーバード       | ナシク         | ウジャイン     | ハリドワール           |
| ---- | ---------------------- | -------------- | -------------- | ---------------------- |
| 1983 | アーダ・クンブ・メーラ | –              | –              | –                      |
| 1989 | プルナ・クンブ・メーラ | –              | –              | –                      |
| 1991 | –                      | クンブ・メーラ | –              | –                      |
| 1992 | –                      | –              | クンブ・メーラ | アーダ・クンブ・メーラ |
| 1995 | アーダ・クンブ・メーラ | –              | –              | –                      |
| 1998 | –                      | –              | –              | クンブ・メーラ         |
| 2001 | プルナ・クンブ・メーラ | –              | –              | –                      |
| 2003 | –                      | クンブ・メーラ | –              | –                      |
| 2004 | –                      | –              | シンハスタ     | アーダ・クンブ・メーラ |
| 2007 | アーダ・クンブ・メーラ | –              | –              | –                      |
| 2010 | –                      | –              | –              | クンブ・メーラ         |
| 2013 | マハー・クンブ・メーラ | –              | –              | -                      |
| 2015 | –                      | クンブ・メーラ | –              | –                      |
| 2016 | –                      | –              | シンハスタ     | アーダ・クンブ・メーラ |
| 2019 | アーダ・クンブ・メーラ | –              | –              | –                      |
| 2022 | –                      | –              | –              | クンブ・メーラ         |
| 2025 | マハー・クンブ・メーラ | –              | –              | –                      |

次の開催:
- 2015年（8月15日から9月13日）。ナシクのゴーダーヴァリ川で開催される。ウジャインで執り行われるクンブ・メーラはSimhastha[訳注 7]（"木星がしし座の中"の意）とも呼ばれる[25]。
- 2016年。ウジャイン、プルナ・クンブ・メーラ（Simhastha）。
- 2025年。プラヤーグラージ　（旧名：アラハバード／イラハバード／エラハバード）アーダ・クンブ・メーラ

## 時期

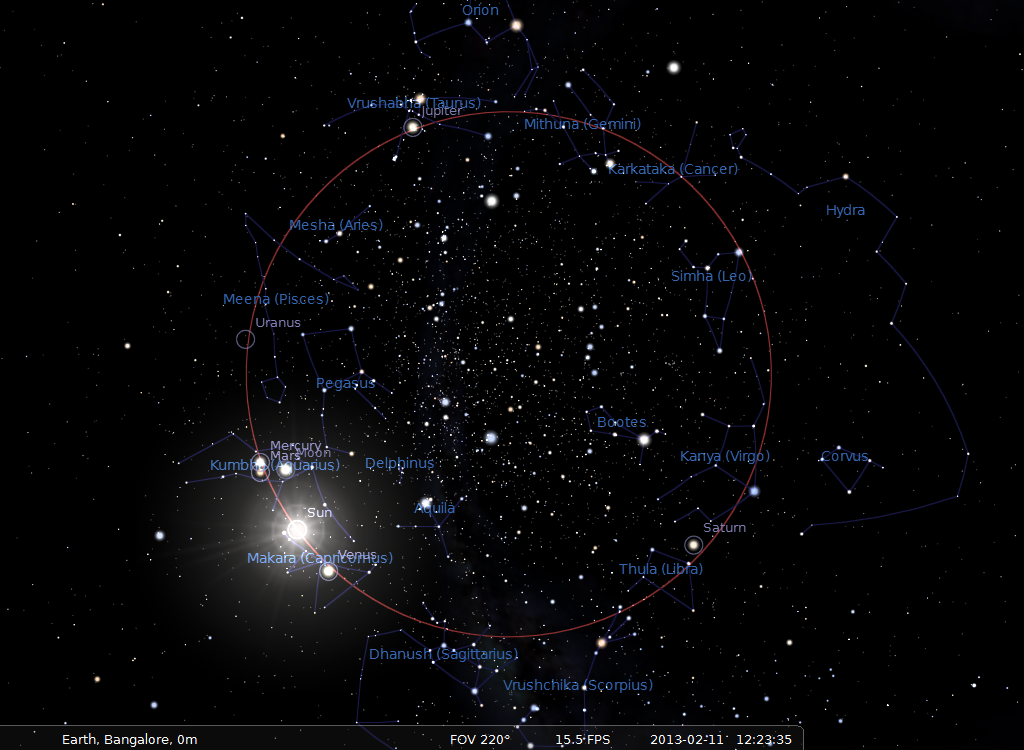
2013年イラーハーバードでクンブ・メーラが開催されたときの天体の位置関係

ブラースパティ（Bṛhaspati、木星）と太陽の位置関係によって開催地が決定される。木星と太陽がともにしし座（Simha Rashi）に位置するときはナシクのトリムバケシュワールで開催される。太陽がみずがめ座（Kumbh Rashi）に位置するときはハリドワール、木星がおうし座（Vrishabha Rashi）に、太陽がやぎ座（Makar Rashi）に位置するときはイラーハーバード。木星と太陽がともにさそり座（Vrishchik Rashi）に位置するときはウジャインでの開催となる。開催の日取りはそれぞれ十二星座のなかでの太陽、月、木星の位置から前もって計算される。

## 参加状況

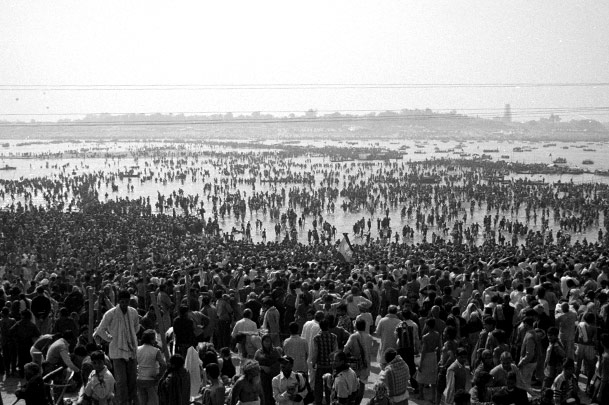
2001年、イラーハーバードでのクンブ・メーラ。

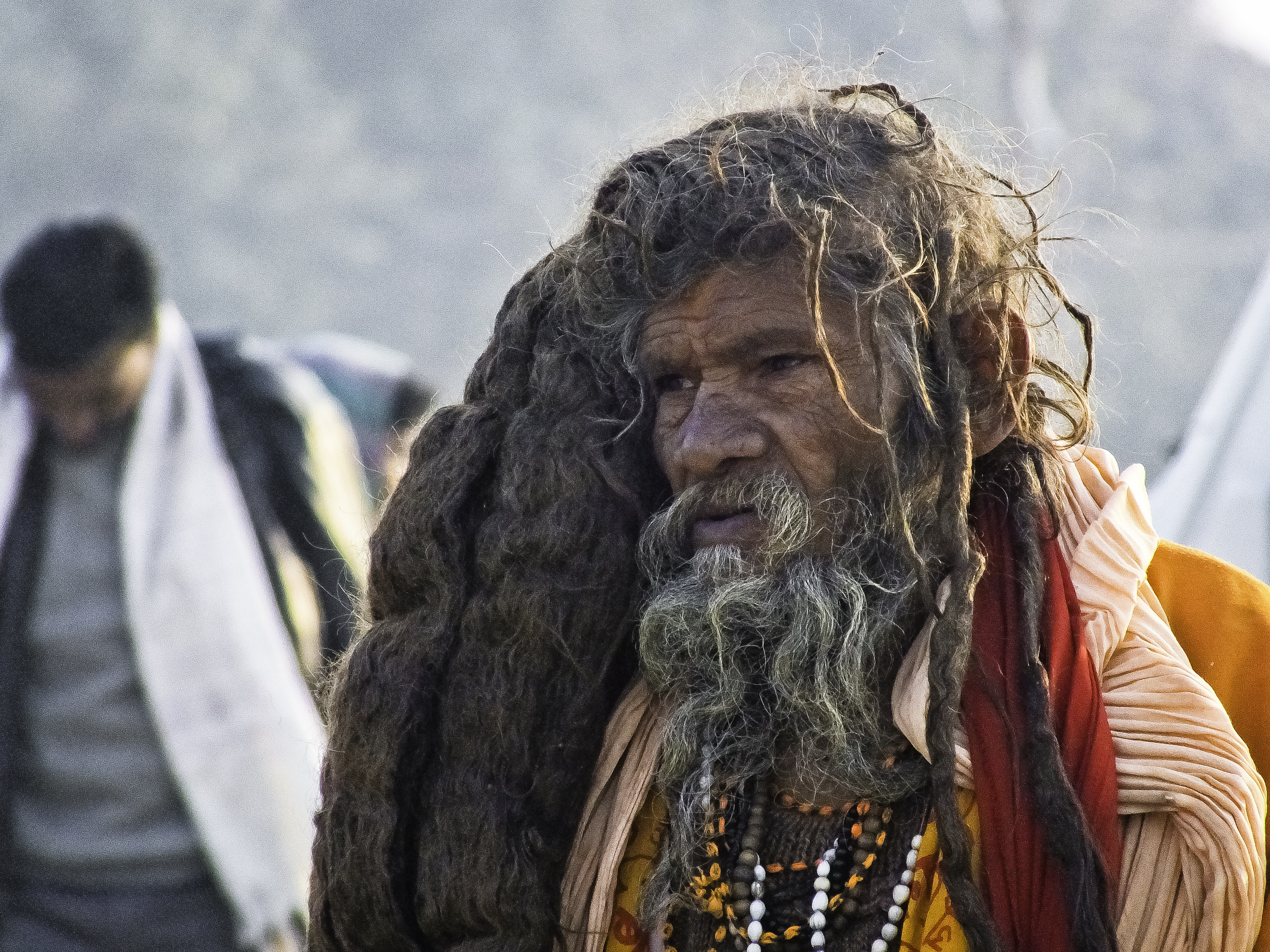
聖者。2013年、マハー・クンブ・メーラ。

帝国地名辞典インド（The Imperial Gazetteer of India）によれば1892年ハリドワールでのクンブ・メーラ開催時にコレラの集団感染を招いたことで行政による管理と地域の整備が急速にすすむようになった。1903年には40万人が参加したと記録されている。1954年のイラーハーバード開催時には群集事故（1954 Kumbh Mela stampede）が発生、およそ500名が死亡し数十名が負傷した。1998年4月14日にはハリドワールに1000万人が集まった。
2001年。開催55日間の最も盛況な日には4000万人の人出を記録した。
2007年。イラーハーバードで開催されたアーダ・クンブ・メーラ45日間で主催者発表によると7000万人が参加した。
2001年イラーハーバード開催時の期間総参加者数は3000万人から7000万人だったであろうと試算されている。
2013年1月14日よりイラーハーバードで開催されたマハー・クンブ・メーラでは、案に違わず1億人が参加する運びとなった。

## 儀式

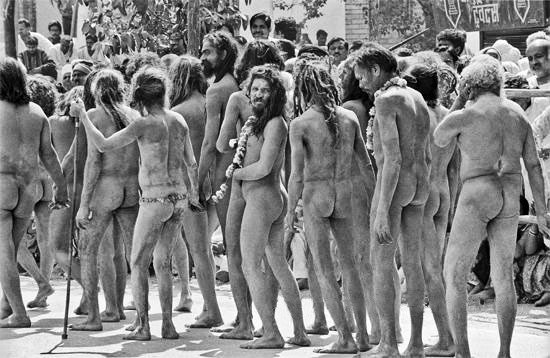
ナーガ・サドゥー（Naga Sadhus）の行進。1998年、クンブ・メーラ。

開催地のそれぞれの川、すなわちハリドワールではガンジス川、ナシクではゴーダーヴァリ川、ウジャインではシプラ川、イラーハーバードではガンジス川とヤムナー川、神話上のサラスヴァティー川、これら三河川の合流地点（Triveni Sangam）で行われる沐浴が最大の目的となっている。ナシックは沐浴への最多参加者数を7500万人としている。その他宗教的な議論、ヒンドゥー聖歌の詠唱、僧侶や苦行者などの聖人と貧困者が参加する大規模な炊き出し、教義をめぐる討論と解釈の共有のための集会などが行われる。クンブ・メーラはもっとも神聖な巡礼であると考えられている。僧侶や苦行者なども含む広い意味での聖人が何千人も一堂に会することもまた、この祭りを特別なものとしている。いたるところでビブーティ（Vibhuti、聖なる灰）を体中に塗りたくって黄色い布に身を包んでいるサドゥーを見ることができる。なかでもナーガ・サドゥー（naga sanyasis）と呼ばれる人々は厳しい冬でさえいかなる衣服も身につけない。

## クンブ・メーラ期間中の重要な日取り
Bhishma Ekadasi Snan
クル王朝（5000年以上昔）のビーシュマ（Bhishma Pithamaha）、最も経験豊富で、賢く、最も力強く、最も徳の高い人物がヴィシュヌの千の名前（Vishnu sahasranama）を通してクリシュナの偉大さをパーンダヴァの長兄、ユディシュティラに語ったとされる日。

## 訳注
1. ↑  2013年の開催期間中当時に書かれた出典と一文なので歯切れの悪い表現になっている。
2. ↑  出典がなく、ページ内の他の記述と矛盾する。オフィシャルサイトでも"10.2.2013	305 Lac"となっている。
3. ↑  5か所記述があるが、ネパールのチャタラダムは例外で常にイラーハバードと同時に開催されるということかもしれない。
4. ↑  12年の間違いか。
5. ↑  一文目と二文目は同じことを言っている。アーダ・クンブ・メーラとネパールのチャタラダム開催を例外と考えれば4か所できれいにローテーションをしているのがわかる。チャタラダムに関する記述は出典のほうにもないので後に加筆されたものと考えられる。
6. ↑  出典にもそのように記述されているが、セクション開催地を見ると6年置きではなく、それぞれの地で12年置きに開催されているように思われる。
7. ↑  表の"Sihasth"と同義ではないかと思われる。

本項は英語版ウィキペディアからの翻訳である。